# Fiducia
Fiducia reprezintă o instituție nou introdusă prin Codul Civil (articolele 773-791).

## Definiție
Fiducia este operațiunea juridică prin care unul sau mai mulți constituitori transferă drepturi reale, drepturi de creanță, garanții ori alte drepturi patrimoniale sau un ansamblu de asemenea drepturi, prezente ori viitoare, către unul sau mai mulți fiduciari care le exercită cu un scop determinat, în folosul unuia sau mai multor beneficiari. Fiducia este stabilită expres prin lege sau prin contract încheiat în formă autentică. La încetarea contractului, masa patrimonială se transferă la beneficiar sau, în lipsa acestuia, la constituitor. Contractul de fiducie este lovit de nulitate absolută dacă prin el se realizează o liberalitate indirectă în folosul beneficiarului.
Definiția fiduciei este oferită chiar de dispozițiile art. 773 C. civ., a cărui denumire marginală este „Noțiune”, care stipulează că „fiducia este operațiunea juridică  prin care unul sau mai mulți constituitori transferă drepturi reale, drepturi de creanță, garanții ori alte drepturi patrimoniale sau un ansamblu de asemenea drepturi, prezente ori viitoare, către unul sau mai mulți fiduciari care le exercită cu un scop determinat, în folosul unuia sau mai multor beneficiari. Aceste drepturi alcătuiesc o masă patrimonială autonomă, distinctă de celelalte drepturi și obligații din patrimoniile fiduciarilor”.

## Părțile contractului de fiducie
- constituitor – poate fi orice persoană fizică sau juridică;
- fiduciar – numai instituțiile de credit, societățile de investiții și de administrare a investițiilor, societățile de servicii de investiții financiare, societățile de asigurare și de reasigurare, notarii publici, avocații.
- beneficiarul fiduciei poate fi constituitorul, fiduciarul sau o terță persoană.

„Din definiția legală acordată fiduciei rezultă cele trei persoane implicate în această operațiune juridică, recte constituitorul sau constituitorii (care are/au drept echivalent, în cazul trust-ului, settlor-ul/grantor-ul), fiduciarul sau fiduciarii (cu echivalent trustee-ul) și beneficiarul sau beneficiarii [denumiți în doctrina/legislația anglo saxonă drept beneficiary]. Între constituitor, respectiv fiduciar, pe de o parte și beneficiar pe de altă parte, poate exista identitate, această situație fiind expressis verbis reglementată (după modelul francez) de către art. 777 C. civ. (Beneficiarul fiduciei).”

## Conținutul contractului de fiducie
Contractul de fiducie, sub sancțiunea nulității, trebuie să cuprindă: 
- drepturile reale, drepturile de creanță, garanțiile și orice alte drepturi patrimoniale transferate
- durata transferului, care nu poate depăși 33 de ani începând de la data încheierii sale
- identitatea constituitorului sau a constituitorilor
- identitatea fiduciarului sau a fiduciarilor
- identitatea beneficiarului sau a beneficiarilor ori cel puțin regulile care permit determinarea acestora
- scopul fiduciei și întinderea puterilor de administrare și de dispoziție ale fiduciarului/fiduciarilor
- condițiile în care fiduciarul dă socoteală constituitorului cu privire la îndeplinirea obligațiilor sale
- intervalele de timp la care fiduciarul dă socoteală beneficiarului și reprezentantului constituitorului

## Formalități privind contractul de fiducie

### Înregistrarea fiscală
- sub sancțiunea nulității absolute, contractul de fiducie  și modificările sale trebuie să fie înregistrate, la cererea fiduciarului, în termen de o lună, de la data încheierii, la organul fiscal competent să administreze sumele datorate de fiduciar bugetului general consolidat al statului.
- când masa patrimonială fiduciară cuprinde drepturi reale imobiliare, acestea sunt înregistrate, sub aceeași sancțiune, la compartimentul de specialitate al autorității administrației publice locale competent pentru administrarea sumelor datorate bugetelor locale ale unităților administrativ-teritoriale în raza cărora se află imobilul.

### Opozabilitatea fiduciei
- fiducia este opozabilă terților de la data menționării în Arhiva Electronică de Garanții Reale Mobiliare;
- înscrierea drepturilor reale imobiliare, inclusiv  a garanțiilor imobiliare care fac obiectul contractului de fiducie se face și în cartea funciară, pentru fiecare drept în parte

### Cerințe speciale de formă
- dacă pentru transmiterea unor drepturi este necesară îndeplinirea unor cerințe speciale de formă, se va încheia un act separat cu respectarea cerințelor legale.

## Răspunderea fiduciarului pentru prejudiciile cauzate
Pentru prejudiciile cauzate prin actele de conservare sau administrare a masei patrimoniale fiduciare, fiduciarul răspunde numai cu celelalte drepturi cuprinse în patrimoniul său.